# 显苞芒毛苣苔
显苞芒毛苣苔（学名：Aeschynanthus bracteatus）为苦苣苔科芒毛苣苔属下的一个种。其种加词 bracteatus 意为“具苞片的”。